# Plaza Huincul
Plaza Huincul est une ville d'Argentine située au centre de la province de Neuquén, dans le département de Confluencia. Elle se trouve dans une région semi-désertique correspondant à la partie nord-ouest de la meseta de Patagonie, à une centaine de km de la capitale provinciale Neuquén.
On y accède par la route nationale 22.
La ville est née en 1966, à la suite de la découverte de pétrole dans la région, et jouxte la ville de Cutral Có, formant ainsi la seconde agglomération de la province. 
La ville possède de très importantes collections paléontologiques. C'est ici en effet que furent découverts les fossiles de l'herbivore le plus grand connu de la terre : l'Argentinosaurus.

## Population
La population de la ville se montait à 12 273 habitants en 2001. La croissance atteignait ainsi 7,35 % par rapport aux 11 433 recensés en 1991.
L'agglomération Cutral Có - Plaza Huincul dépasse les 40 000 habitants.

## Tourisme - Musée Carmen Funes
La plus grande attraction touristique de Plaza Huincul est son musée paléontologique Musée Carmen Funes. 

Parmi les fossiles qui y sont exposés, certains ont une immense valeur scientifique, comme les restes du Gasparinisaura, de l'Anabisetia, de l'Aucasaurus, et surtout ceux de l'Argentinosaurus, considéré comme le dinosaure le plus grand du monde.